# Carlos Recinos
Carlos Humberto Recinos Ortiz (San Salvador, 1950. június 30. – ) salvadori válogatott labdarúgó, edző.

## Pályafutása

### Klubcsapatban
1967 és 1982 között a FAS játékosa volt, melynek tagjaként három salvadori bajnoki címet (1978, 1979, 1981) szerzett és 1979-ben megnyerte a CONCACAF-bajnokok kupáját. 1984-ben a CD UES, 1985-ben az Alianza együttesében játszott. 

### A válogatottban
1972 és 1982 között 37 mérkőzésen szerepelt a salvadori válogatottban. Részt vett az 1982-es világbajnokságon, ahol a salvadoriak összes mérkőzésén kezdőként lépett pályára.

### Edzőként
2000 és 2002 között szövetségi kapitányként irányította a salvadori válogatottat.

## Sikerei
CD FAS
- Salvadori bajnok (3): 1977–1978, 1978–1979, 1981
- CONCACAF-bajnokok kupája (1): 1979
- Copa Interamericana döntős (1): 1979